# Amine Chermiti
Amine Chermiti (arabisch محمد أمين الشرميطي, DMG Muḥammad Amīn aš-Šarmīṭī; * 26. Dezember 1987 in Sfax) ist ein tunesischer ehemaliger Fußballspieler.

## Karriere
Chermiti begann seine Karriere bei Jeunesse Sportive Kairouanaise. Zur Saison 2006/07 wechselte er zu Étoile Sportive du Sahel. 2007 wurde er mit Étoile Sportive du Sahel tunesischer Meister und Gewinner der CAF Champions League. Außerdem war er mit acht erzielten Toren der Torschützenkönig der CAF Champions League. Darüber hinaus wurde er zum Spieler des Jahres 2007.
Mit der tunesischen Fußballnationalmannschaft nahm Chermiti an der Fußball-Afrikameisterschaft 2008 und Fußball-Afrikameisterschaft 2010 teil. Amine Chermiti und Yassine Chikhaoui sind die Leistungsträger des aktuellen tunesischen Nationalmannschaftskaders.
Hertha BSC verpflichtete den jungen Tunesier zur Saison 2008/09. Die Ablösesumme betrug 2,2 Millionen Euro.
Amine Chermiti wurde für die Saison 2009/10 an den saudi-arabischen Topklub Al-Ittihad ausgeliehen.
Anfang Juli 2010 unterzeichnete er beim FC Zürich einen auf vier Jahre befristeten Vertrag, der vorzeitig bis Sommer 2016 verlängert wurde. Er konnte mit den Schweizern zweimal den nationalen Pokalwettbewerb gewinnen.
Im Januar 2016 wechselte Chermiti zum Gazélec FC Ajaccio in die Ligue 1. Weitere Stationen fand Chermiti bis 2020 in Kuwait, Tunesien, Saudi-Arabien und Indien.